# Prospero Colonna (politico)

Stemma della famiglia Colonna

Sua Grazia il Principe romano Don Prospero Colonna di Paliano (Napoli, 18 luglio 1858 – Roma, 16 settembre 1937) è stato un nobile e politico italiano, IV duca di Rignano e principe di Sonnino.

## Biografia
Figlio del Principe Giovanni Andrea I Colonna e di Isabella Alvarez di Toledo, nacque 18 giugno 1858. Sposò Maria Ignazia, ultima erede dei Massimo d'Aracoeli duchi di Rignano; la coppia ebbe Mario, Oddone, Piero (futuro Governatore di Roma) e Fabrizio.
Fu eletto alla Camera dei deputati per XIX legislatura per la XX legislatura, entrambe le volte nella circoscrizione di Anagni. Si dimise da deputato il 31 gennaio del 1900.
Il 14 giugno del 1900, relatore Antonino Di Prampero, fu nominato senatore.
Già assessore comunale, fu sindaco di Roma due volte: la prima nel periodo dicembre 1899 - ottobre 1904 e la seconda, durante la prima guerra mondiale, nel periodo luglio 1914 - giugno 1919. Durante il suo primo mandato ebbe a celebrare la rottura dell'ultimo diaframma del traforo sotto il Quirinale, che fu inaugurato il 20 ottobre 1902, con il passaggio di tre tram destinati alle autorità.
Nel giugno del 1904 il Comitato Olimpico presieduto da Pierre de Coubertin assegnò a Roma l'organizzazione della IV edizione dei giochi olimpici, designazione che prima fu accettata da Colonna, poi fatta decadere a seguito del grave dissesto finanziario in cui versava la Capitale e al mancato intervento a sostegno dei Giochi da parte del governo Giolitti. A seguito di questa rinuncia, il principe Colonna si dimise dalla carica di sindaco.
Allo scoppio della prima guerra mondiale, volontario con il grado di tenente colonnello di cavalleria, non partecipò agli eventi bellici in quanto sindaco di Roma: diede comunque un contributo importante nella sanità militare come presidente dell'associazione dei cavalieri italiani del Sovrano Militare Ordine di Malta (tra 1915 e 1937). Morì il 16 settembre 1937.
Sposò a Roma, il 26 novembre 1884, donna Maria Ignazia Massimo, duchessa di Rignano e di Calcata (Roma, 30 luglio 1859 - Roma, 27 ottobre 1916), ultima discendente del ramo dei Massimo d'Aracoeli. La villa Massimo Colonna, ereditata da Maria Massimo, fu da lui venduta all'INA Assitalia che al suo posto edificò il palazzo INA di via Sallustiana. Fu padre di: 
- Mario Colonna, VI duca di Rignano (Roma, 28 febbraio 1886 - incidente aereo 9 luglio 1938)
- Oddone Colonna (Roma, 7 dicembre 1889 - Roma, 1890)
- Piero Colonna (Roma, 23 maggio 1891 – Roma, 24 agosto 1939), governatore di Roma
- Fabrizio Colonna (Roma, 12 ottobre 1893 - Roma, 12 luglio 1976), sposato a Genova nel giugno 1922 con Jeannie Perkins (New York, 7 giugno 1894 - Roma, Febbraio 1990), senza discendenza

## Ascendenza
|                                                                             |                                                                            |                                                                        | Genitori                                                                      |  |  | Nonni |  |  | Bisnonni                    |  |  | Trisnonni                                         |  |
|                                                                             |                                                                            |                                                                        |                                                                               |  |  |       |  |  | Fabrizio Colonna di Paliano |  |  | Lorenzo Onofrio II Colonna, X principe di Paliano |  |
|                                                                             |                                                                            |                                                                        |                                                                               |  |  |       |  |  | Fabrizio Colonna di Paliano |  |  | Lorenzo Onofrio II Colonna, X principe di Paliano |  |
|                                                                             |                                                                            | Marianna d'Este di San Martino in Rio                                  |                                                                               |  |  |       |  |  | Fabrizio Colonna di Paliano |  |  |                                                   |  |
| Aspreno I Colonna, XII principe di Paliano                                  |                                                                            |                                                                        |                                                                               |  |  |       |  |  | Fabrizio Colonna di Paliano |  |  |                                                   |  |
|                                                                             |                                                                            | Bianca Doria, duchessa di Tursi                                        | Francesco Doria Sforza Visconti                                               |  |  |       |  |  |                             |  |  |                                                   |  |
|                                                                             |                                                                            | Bianca Doria, duchessa di Tursi                                        | Francesco Doria Sforza Visconti                                               |  |  |       |  |  |                             |  |  |                                                   |  |
|                                                                             |                                                                            | Bianca Doria, duchessa di Tursi                                        | Maria Giovanna Doria del Carretto, VII principessa di Avella                  |  |  |       |  |  |                             |  |  |                                                   |  |
| Giovanni Andrea I Colonna, XIII principe di Paliano                         |                                                                            | Bianca Doria, duchessa di Tursi                                        |                                                                               |  |  |       |  |  |                             |  |  |                                                   |  |
|                                                                             |                                                                            | Augusto Cattaneo della Volta, V principe de San Nicandro               | Francesco Augusto Cattaneo della Volte, IV principe di San Nicandro           |  |  |       |  |  |                             |  |  |                                                   |  |
|                                                                             |                                                                            | Augusto Cattaneo della Volta, V principe de San Nicandro               | Francesco Augusto Cattaneo della Volte, IV principe di San Nicandro           |  |  |       |  |  |                             |  |  |                                                   |  |
|                                                                             |                                                                            | Augusto Cattaneo della Volta, V principe de San Nicandro               | Giulia di Capua, XII duchessa de Termoli                                      |  |  |       |  |  |                             |  |  |                                                   |  |
| Maria Giovanna Cattaneo della Volta                                         |                                                                            | Augusto Cattaneo della Volta, V principe de San Nicandro               |                                                                               |  |  |       |  |  |                             |  |  |                                                   |  |
|                                                                             |                                                                            | Marianna Boncompagni Ludovisi                                          | Gaetano I Boncompagni Ludovisi, IV principe di Piombino                       |  |  |       |  |  |                             |  |  |                                                   |  |
|                                                                             |                                                                            | Marianna Boncompagni Ludovisi                                          | Gaetano I Boncompagni Ludovisi, IV principe di Piombino                       |  |  |       |  |  |                             |  |  |                                                   |  |
|                                                                             |                                                                            | Marianna Boncompagni Ludovisi                                          | Laura Chigi Albani della Rovere                                               |  |  |       |  |  |                             |  |  |                                                   |  |
| Prospero Colonna di Paliano                                                 |                                                                            | Marianna Boncompagni Ludovisi                                          |                                                                               |  |  |       |  |  |                             |  |  |                                                   |  |
|                                                                             | Francisco de Borja Álvarez de Toledo y Gonzaga, XVI duca di Medina Sidonia | Antonio Álvarez de Toledo y Pérez de Guzmán, X marchese di Villafranca |                                                                               |  |  |       |  |  |                             |  |  |                                                   |  |
|                                                                             | Francisco de Borja Álvarez de Toledo y Gonzaga, XVI duca di Medina Sidonia | Antonio Álvarez de Toledo y Pérez de Guzmán, X marchese di Villafranca |                                                                               |  |  |       |  |  |                             |  |  |                                                   |  |
|                                                                             | Francisco de Borja Álvarez de Toledo y Gonzaga, XVI duca di Medina Sidonia | Maria Antonia Dorotea Gonzaga di Solferino                             |                                                                               |  |  |       |  |  |                             |  |  |                                                   |  |
| Pedro de Alcántara Álvarez de Toledo y Palafox, XVII duca di Medina Sidonia | Francisco de Borja Álvarez de Toledo y Gonzaga, XVI duca di Medina Sidonia |                                                                        |                                                                               |  |  |       |  |  |                             |  |  |                                                   |  |
|                                                                             |                                                                            | María Tomasa de Palafox y Portocarrero                                 | Felipe Antonio de Palafox y Croy d'Havré, VII marchese di Ariza               |  |  |       |  |  |                             |  |  |                                                   |  |
|                                                                             |                                                                            | María Tomasa de Palafox y Portocarrero                                 | Felipe Antonio de Palafox y Croy d'Havré, VII marchese di Ariza               |  |  |       |  |  |                             |  |  |                                                   |  |
|                                                                             |                                                                            | María Tomasa de Palafox y Portocarrero                                 | María Francisca de Palafox Portocarrero y Kirkpatrick                         |  |  |       |  |  |                             |  |  |                                                   |  |
| Isabel Álvarez de Toledo y Silva-Bazán                                      |                                                                            | María Tomasa de Palafox y Portocarrero                                 |                                                                               |  |  |       |  |  |                             |  |  |                                                   |  |
|                                                                             |                                                                            | José Gabriel Silva-Bazán y Waldstein, X marchese di Santacruz          | José Joaquín de Silva Bazán y Sarmiento, IX marchese di Santa Cruz y del Viso |  |  |       |  |  |                             |  |  |                                                   |  |
|                                                                             |                                                                            | José Gabriel Silva-Bazán y Waldstein, X marchese di Santacruz          | José Joaquín de Silva Bazán y Sarmiento, IX marchese di Santa Cruz y del Viso |  |  |       |  |  |                             |  |  |                                                   |  |
|                                                                             |                                                                            | José Gabriel Silva-Bazán y Waldstein, X marchese di Santacruz          | Marie-Anne von Waldstein-Wartenberg                                           |  |  |       |  |  |                             |  |  |                                                   |  |
| María Joaquina del Pilar Silva-Bazán y Téllez-Girón                         |                                                                            | José Gabriel Silva-Bazán y Waldstein, X marchese di Santacruz          |                                                                               |  |  |       |  |  |                             |  |  |                                                   |  |
|                                                                             |                                                                            | Joaquina María del Pilar Téllez-Girón y Pimentel, II contessa di Osilo | Pedro de Alcántara Téllez-Girón y Pacheco, IX duca di Osuna                   |  |  |       |  |  |                             |  |  |                                                   |  |
|                                                                             |                                                                            | Joaquina María del Pilar Téllez-Girón y Pimentel, II contessa di Osilo | Pedro de Alcántara Téllez-Girón y Pacheco, IX duca di Osuna                   |  |  |       |  |  |                             |  |  |                                                   |  |
|                                                                             |                                                                            | Joaquina María del Pilar Téllez-Girón y Pimentel, II contessa di Osilo | María Josefa Pimentel y Téllez-Girón, XIII duchessa di Béjar                  |  |  |       |  |  |                             |  |  |                                                   |  |
|                                                                             |                                                                            | Joaquina María del Pilar Téllez-Girón y Pimentel, II contessa di Osilo |                                                                               |  |  |       |  |  |                             |  |  |                                                   |  |